# Siriella
Siriella är ett släkte av kräftdjur som beskrevs av James Dwight Dana 1850. Siriella ingår i familjen Mysidae.

## Dottertaxa tillSiriella, i alfabetisk ordning[1][2]
- Siriella adriatica
- Siriella aequiremis
- Siriella affinis
- Siriella africana
- Siriella anomala
- Siriella armata
- Siriella australiensis
- Siriella australis
- Siriella bacescui
- Siriella brevicaudata
- Siriella brevirostris
- Siriella castellabatensis
- Siriella chessi
- Siriella chierchiae
- Siriella clausii
- Siriella conformalis
- Siriella costellabatensis
- Siriella dayi
- Siriella denticulata
- Siriella distinguenda
- Siriella dollfusi
- Siriella dubia
- Siriella gibba
- Siriella gracilis
- Siriella halei
- Siriella hanseni
- Siriella inornata
- Siriella intermedia
- Siriella jaltensis
- Siriella japonica
- Siriella jonesi
- Siriella lingvura
- Siriella longidactyla
- Siriella longipes
- Siriella macrophthalma
- Siriella media
- Siriella melloi
- Siriella mexicana
- Siriella nodosa
- Siriella norvegica
- Siriella oberon
- Siriella okadai
- Siriella pacifica
- Siriella panamensis
- Siriella paulsoni
- Siriella plumicauda
- Siriella podoensis
- Siriella quadrispinosa
- Siriella quilonensis
- Siriella robusta
- Siriella roosevelti
- Siriella serrata
- Siriella similis
- Siriella sinensis
- Siriella singularis
- Siriella spinula
- Siriella tadjourensis
- Siriella thompsonii
- Siriella trispina
- Siriella tuberculum
- Siriella wadai
- Siriella watasei
- Siriella vincenti
- Siriella wolffi
- Siriella vulgaris